# Maple Leaf Sports & Entertainment
Maple Leaf Sports & Entertainment Ltd. (MLSE), tidigare Maple Leaf Gardens Limited, är ett kanadensiskt förvaltningsbolag som har intressen inom fastigheter, media, sport och underhållning inom staden Toronto i Ontario.

## Historik
Företaget grundades 1931 som Maple Leaf Gardens Limited (MLGL) av affärsmannen och idrottsledaren Conn Smythe i syfte att kunna finansiera bygget av en ny inomhusarena, som fick namnet Maple Leaf Gardens. Smythe lade in ishockeyorganisationen Toronto Maple Leafs (NHL) in i företaget som en garant till bygget.
1994 köpte pensionsfonden Ontario Teachers' Pension Plan (OTPP) 49% av förvaltningsbolaget för 44 miljoner kanadensiska dollar. Den 12 februari 1998 köpte MLGL basketorganisationen Toronto Raptors i National Basketball Association (NBA) och deras då framtida hemmaarena Air Canada Centre för 467 miljoner kanadensiska dollar. I juli det året bytte man namn till det nuvarande.
2005 grundade man fotbollsorganisationen Toronto FC och betalade tio miljoner amerikanska dollar till Major League Soccer (MLS) för att få deltaga i den. Fram till slutet av 2011 ökade OTPP sitt aktieinnehav i MLSE till omkring 79,5%, när man offentliggjorde att man skulle avveckla sin aktiepost i företaget. 75% skulle säljas till ett samriskföretag med namnet 8047286 Canada och ägdes till 50% vardera av två av Kanadas största telekommunikationsföretag i BCE och Rogers Communications. BCE tog dock bara 28% medan deras pensionsfond BCE Master Trust Fund tog 9,5%. Detta var för att inte aktivera NHL:s regelverk som förbjuder att en och samma intressent har intressen i flera medlemsorganisationer om en av investeringarna överskrider 30%. BCE ägde redan 18% av Toronto Maple Leafs största konkurrent Montreal Canadiens. De resterande 4,5% skulle säljas till MLSE:s styrelseordförande Larry Tanenbaums förvaltningsbolag Kilmer Sports. Totalt fick OTPP 1,32 miljarder kanadensiska dollar för försäljningen.
Den 29 augusti 2017 meddelade MLSE att man hade sålt namnrättigheterna till deras inomhusarena Air Canada Centre till den kanadensiska bankkoncernen Scotiabank för 800 miljoner kanadensiska dollar. Inomhusarenan fick namnet Scotiabank Arena och kommer ha det fram till och med 2038. Avtalet är till datumet det mest lukrativa namnrättighetsavtal som har slutits i nordamerikansk sporthistoria. I slutet av 2017 blev det klart att MLSE skulle förvärva Toronto Argonauts (CFL), i och med detta kontrollerar MLSE all professionell lagidrott i staden Toronto förutom basebollorganisationen Toronto Blue Jays (MLB) men de ägs av MLSE:s delägare Rogers Communications..

## Tillgångar
Ett urval av tillgångar. | Källa för listade sportlag:  | Källa för övriga listade tillgångar: 

### Arenor

#### Ägda
- Scotiabank Arena

#### Facility management
- BMO Field
- Coca-Cola Coliseum

### Fastigheter
- Maple Leaf Square

### Sportlag
- Raptors 905 (G League)
- Toronto Argonauts (CFL)
- Toronto FC (MLS)
- Toronto FC II (USL1)
- Toronto Maple Leafs (NHL)
- Toronto Marlies (AHL)
- Toronto Raptors (NBA)

### TV-bolag
- Leafs Nation Network, en TV-kanal som bevakar Toronto Maple Leafs och Toronto Marlies.
- NBA TV Canada, den kanadensiska versionen av NBA TV.

## Ägare
Uppdaterat: 2019-11-25
| Aktieägare              | Sektor              | Land   | Andel    |
| ----------------------- | ------------------- | ------ | -------- |
| 8047286 Canada          | Samriskföretag      | Kanada | 75%      |
| (BCE)                   | (Telekommunikation) | ()     | (37,5%1) |
| (Rogers Communications) | (Telekommunikation) | ()     | (37,5%)  |
| Kilmer Sports           | Förvaltningsbolag   | Kanada | 25%      |

1 = 9,5% av andelen ägs av BCE Master Trust Fund.